# Бахмутський тролейбус
Бáхмутський тролéйбус — знищена російськими військовими  тролейбусна система України в місті Бахмут Донецької області, яка працювала з 29 квітня 1968 року. У 2011 році тролейбусами міста було перевезено 31 485 тис. осіб, що на 2,3 % більше ніж у 2010 році, коли було перевезено 30 791 тис. пасажирів.
Власником, що здійснювало експлуатацію тролейбусної мережі, було комунальне підприємство «Бахмутелектротранс».

## Історія
Проєкт побудови у місті Бахмут тролейбусу було висунуто у 1956 році, який передбачав побудову чотирьох ліній завдовжки 15,7 км. Будівництво розпочалося 1960 року, однак через брак фінансування невдовзі призупинилося. Знову відновлено будівництво лише у 1966 році, основні роботи тривали 1967 року.
29 квітня 1968 року відкрито тролейбусний рух у місті. Лінія завдовжки 5 км пролягла від центру міста вулицями Свободи, Незалежності, Миру та Героїв Праці до заводу кольорових металів. Тоді ж було відкрито тролейбусне депо на 50 місць на вулиці Героїв Праці. Відкривали тролейбусний рух вживані тролейбуси Київ-4.
7 серпня 1968 року першу лінію подовжено вулицею Леваневського до нових мікрорайонів (до вулиці Чайковського).
17 лютого 1969 року відкрито нову невелику лінію, що сполучила центр із залізничним вокзалом станції Бахмут. Маршрут отримав № 2.
На початок 1970 року в місті діяло 2 тролейбусні маршрути, на балансі депо перебувало 28 тролейбусів Київ-4.
Наприкінці 1970 року введена в експлуатацію нова лінія до заводу шампанських вин, з відкриттям маршруту № 3. У 1972 році цю лінію подовжено вулицею Гаршина до заводу будівельної кераміки (Кар'єр).
1971 року відбулося оновлення рухомого складу — надійшло 8 тролейбусів ЗіУ-5, які експлуатувалися до 1985 року. З 1973 року почали надходити нові тролейбуси моделі ЗіУ-682. На той час у місті діяло 4 маршрути.
У другій половині 1970-х — на початку 1980-х років відбулося розширення мережі у західному районі міста — 1976 року — вулицями Фестивальною та Леваневського, у 1979 році — вулицями Декабристів та Визволителів Донбасу (усі лінії — однобічні). 1979 року відкрито маршрут № 5, що був подовженою версією маршруту № 1 до житлового масиву. 1981 року відкрито лінію маршруту № 6 вулицею Чайковського до мікрорайону «Західний».
1992 року через шляхопровід над залізницею, вулицею Космонавтів та провулком Пушкіна відкрито нову лінію, що дозволило скоротити шлях з центру на Західний мікрорайон. Сюди було спрямовано діючий маршрут № 2 та відкрито новий маршрут № 7.
У 1990—2000-х роках тривало поступове оновлення рухомого складу — було придбано 6 тролейбусів ЮМЗ Т1 та 5 ЮМЗ Т2. У 2006 році надійшов тролейбус Тролза-682, а 24 грудня 2007 року — Дніпро Е187 (на маршрути вийшов з 20 січня 2015 року).
28 грудня 2010 року змінено маршрут № 7, який з вулиці Польової прямував одразу у напрямку мікрорайону «Західний». Маршрут отримав статус регулярного, з випуском 1-2 машини.
Станом на 1 січня 2011 року довжина мережі становила 37,6 км, інвентарний парк складався з 33 пасажирських та 1 службового тролейбуса.
28 вересня 2011 року тролейбусний маршрут № 6 подовжений на 1,2 км з кінцевою зупинкою «Вул. Корсунського».
29 жовтня 2012 року, в зв'язку із закриттям на реконструкцію залізничного мосту по вулиці Леваневського, для організації пасажирського руху відкрита нова тролейбусна розв'язка вул. Леваневського — вул. Колпакової — вул. Оборони — вул. Виноградна. Маршрути № 5 та № 6 були переформовані на чотири тимчасових маршрути:
- вул. Виноградна — вул. Леніна  — Депо;
- Депо — вул. Леніна — вул. Виноградна;
- вул. Декабристів — вул. Виноградна;
- вул. Корсунського — вул. Виноградна.

Щоб не плутати пасажирів на к/ст. вул. Леніна, де курсували тролейбуси у напрямку депо і вул. Виноградної, в одну сторону маршруту присвоєно № 9, а зворотно — № 10. Вкорочені до залізничного мосту маршрути № 5 і № 6 курсували під № 5А і № 6А відповідно.
З 6 листопада 2012 року, через дуже низький пасажиропотік, маршрут № 5А було скасовано.
27 листопада 2012 року вартість проїзду в тролейбусах підвищена до 1,25 ₴.
19 грудня 2012 року міст по вулиці Леваневського було відкрито після реконструкції і було відновлено рух маршрутів № 5 і № 6. Розворотне кільце біля мосту було вирішено не демонтовувати, однак, маршрути № 6А, 9 і 10 припинили функціонувати.
6 квітня 2013 року було відновлено маршрут № 9 «вул. Леніна — Залізничний вокзал — вул. Виноградна», режим роботи якого був лише у вихідні дні, з випуском в один тролейбус.
З середини травня 2013 року маршрути № 7 та № 9 закриті і використовувалися лише як резервні.
З 29 січня 2014 року вартість проїзду в тролейбусах складала 1,50 ₴.
З 18 листопада 2016 року вартість проїзду в тролейбусі збільшилась до 2,50 ₴.
Станом на 1 січня 2017 року на балансі підприємства перебувало 26 пасажирських та 1 службовий тролейбуса.
З 1 лютого 2017 року, в зв'язку з низьким пасажиропотоком, закрито рух на ділянці маршруту № 6 Західний мікрорайон — вул. Корсунського. З 1 квітня 2017 року, в зв'язку з відкриттям дачного сезону, відновлено рух маршруту № 6 на ділянці мікрорайон «Західний» — вул. Корсунського.
З 15 травня 2018 року вартість проїзду складала 4,00 ₴.
22 жовтня 2019 року до тролейбусного депо надійшов перший тролейбус з автономним ходом Дніпро Т203 (№ 302).
З 18 грудня 2019 року вартість проїзду в тролейбусах становить 5,00 ₴.
20 жовтня 2020 року відкрито новий тролейбусний маршрут № 8, який обслуговується тролейбусами з автономним ходом Дніпро Т203.
З 23 травня 2022 року, через бойові дії внаслідок російського вторгнення в Україну, у місті Бахмут тимчасово припинено тролейбусний рух на міських маршрутах[джерело?].
2 червня 2022 року в результаті обстрілу російськими окупантами підприємства «Бахмутелектротранс» було пошкоджено його будівлю та 7 автомобілів підприємства. Зокрема російські окупанти обстріляли техніку, яка була задіяна для проведення ремонтних робіт контактної мережі.
30 червня 2022 року через нічний обстріл депо рух тролейбусів був зупинений.

## Маршрути
Станом на 2022 рік у місті діяли 6 тролейбусних маршрутів:
| Тролейбусні маршрути в місті Бахмут | Тролейбусні маршрути в місті Бахмут                              | Тролейбусні маршрути в місті Бахмут                                |
| №                                   | Маршрут руху                                                     | Примітки                                                           |
| ----------------------------------- | ---------------------------------------------------------------- | ------------------------------------------------------------------ |
| 1                                   | Центр (вул. Свободи) — вул. Ювілейна                             | Прямував через вул. Космонавтів, працював в «годину пік»           |
| 2                                   | Центр (вул. Свободи) — вул. Фестивальна                          | Через вул. Космонавтів                                             |
| 3                                   | Центр (вул. Свободи) — Артемівський завод шампанських вин (АЗШВ) |                                                                    |
| 4                                   | Центр (вул. Свободи) — Кар'єр                                    |                                                                    |
| 5                                   | Центр (вул. Свободи) — вул. Декабристів                          | Через вул. Героїв Праці, вул. Леваневського                        |
| 6                                   | Центр (вул. Свободи) — Західний мікрорайон                       | Через вул. Героїв Праці, вул. Леваневського                        |
| 7                                   | Центр (вул.Свободи) — Західний мікрорайон                        | Прямував через вул. Космонавтів                                    |
| 8                                   | Центр (вул. Свободи) — с. Опитне                                 | Маршрут обслуговувався тролейбусами з автономним ходом Дніпро Т203 |